# Dar Oum Soltane
Dar Oum Soltane (en àrab دار أم السلطان, Dār Umm as-Sulṭān; en amazic ⴷⴰⵕ ⵓⵎⵎ ⵙⵍⵟⴰⵏ) és una comuna rural de la prefectura de Meknès, a la regió de Fes-Meknès, al Marroc. Segons el cens de 2014 tenia una població total de 8.840 persones.